# Китап (река)
Китап (Большой Китап) — река в России, протекает по Тарскому и Седельниковскому районам Омской области. Устье реки находится в 99 км по левому берегу реки Уй. Длина реки составляет 23 км. Приток — Малый Китап.

## Данные водного реестра
По данным государственного водного реестра России относится к Иртышскому бассейновому округу, водохозяйственный участок реки — Иртыш от впадения реки Омь до впадения реки Ишим, без реки Оша, речной подбассейн реки — бассейны притоков Иртыша до впадения Ишима. Речной бассейн реки — Иртыш.